# 香川県道28号坂手港線
香川県道28号坂手港線（かがわけんどう28ごう さかてこうせん）は、香川県小豆郡小豆島町を通る県道（主要地方道）である。

## 概要

### 路線データ
- 起点：香川県小豆郡小豆島町坂手（坂手港、香川県道248号橘大角坂手港線・香川県道249号田浦坂手港線終点）
- 終点：香川県小豆郡小豆島町安田（小豆島町安田交差点、国道436号交点）

## 歴史
- 1993年（平成5年）5月11日 - 建設省から、県道坂手港線が坂手港線として主要地方道に指定される[1]。

## 路線状況

### 重複区間
- 香川県道249号田浦坂手港線（小豆郡小豆島町坂手・坂手港（起点） - 小豆郡小豆島町古江・小豆島町古江交差点）

## 地理

### 通過する自治体
- 小豆郡小豆島町

### 交差する道路
| 交差する道路                                                       | 交差する場所 | 交差する場所              |
| ------------------------------------------------------------------ | ------------ | ------------------------- |
| 香川県道248号橘大角坂手港線 香川県道249号田浦坂手港線 重複区間起点 | 坂手         | 坂手港 / 起点             |
| 香川県道249号田浦坂手港線 重複区間起点                             | 古江         | 小豆島町古江交差点        |
| 国道436号                                                          | 安田         | 小豆島町安田交差点 / 終点 |

### 沿線
- 坂手港
- 坂手郵便局
- 小豆警察署
- マルキン忠勇
- 小豆島町立苗羽小学校
- 苗羽郵便局
- 小豆島町内海庁舎